# 熊朝忠
熊 朝忠（ゆう・ちょうちゅう、英語: Xiong Zhao Zhong、1982年10月3日 - ）は、中華人民共和国の元プロボクサー。雲南省文山州出身。元WBC世界ミニマム級王者。第18代OPBF東洋太平洋ミニマム級王者。中華人民共和国男子プロボクサー初の世界王者。

## 来歴

### 出生からデビュー戦まで
雲南省文山州出身でミャオ族の農家にて3人兄弟の次男として生まれた。
2006年8月15日、昆明市のエキスポガーデンホテルでデビュー戦を行い、4回判定で引き分けた。

### ABCOコンチネンタルフライ級王者
2008年3月21日、瀘州市でナムチャイ・タクシンイサーンとABCOコンチネンタルフライ級王座決定戦を行い、初回KO勝ちで王座を獲得した。
2008年11月6日、成都市の四川体育館で挑戦者ジュリアス・アルコスと対戦し、プロ初黒星となる12回0-3（114-116、115-118、110-117）の判定負けを喫しABCOコンチネンタル王座の初防衛に失敗、王座から陥落した。
2009年5月26日、東京都のディファ有明にて内藤大助の持つWBC世界フライ級王座の獲得に挑戦したが6回にダウンを奪うも、全体的には内藤がポイントで優位に立っていたため、12回0-3（110-114、111-114、111-113）の判定負けを喫し王座獲得に失敗した
2009年7月7日、後楽園ホールで粉川拓也と52.2kg契約10回戦を行い、10回0-3（93-99、93-98、94-96）の判定負け。

### ABCOコンチネンタル2階級制覇
2010年1月24日、昆明のエキスポガーデンホテルでヒーロー・パタナカーンジムとABCOコンチネンタルライトフライ級王座決定戦を行い3回KO勝ち、ABCOコンチネンタル王座の2階級制覇に成功した。
2010年7月9日、昆明のエキスポガーデンホテルで挑戦者佐藤靖明（西遠）と対戦し、10回3-0（98-94、98-93、96-94）の判定勝ちでABCOコンチネンタル王座の初防衛に成功した。

### IBFパンパシフィック王者とABCO暫定王者
2010年12月18日、昆明の昆明体育館でポンパン・パタナカーンジム（タイ）とIBFパンパシフィックライトフライ級王座決定戦並びにABCOライトフライ級暫定王座決定戦を行い、4回23秒KO勝ちを収めIBFパンパシフィック王座とABCO暫定王座獲得に成功した。
2011年11月19日、昆明のエキスポガーデンホテルでWBCチャイナゾーンライトフライ級王座決定戦を飯田大介（三津山）と行い、12回3-0（119-107、118-109、119-108)）の判定勝ちを収め王座を獲得した。
2012年4月22日、富山県・立山町の立山町民会館で小野心（ワタナベ）とライトフライ級契約8回戦を行い、8回0-3（75-77、2者が76-77）の判定負け。
2012年6月16日、昆明の昆明体育館でオズワルド・ラソン（メキシコ）とWBC世界ライトフライ級シルバー王座決定戦を行い、12回3-0（2者が115-112、114-113）の判定勝ち、同王座を獲得した。

### WBC世界ミニマム級王者
2012年11月25日、昆明の昆明体育館で井岡一翔の王座返上に伴いWBC世界ミニマム級5位のハビエル・マルチネス（メキシコ）とWBC世界ミニマム級王座決定戦を行い、12回3-0（116-114、116-112、119-110）の判定勝ち、中国人男子選手として初の世界王座を獲得した。
熊朝忠に中国でのボクシング人気構築を期待するWBC会長ホセ・スライマンは熊と強豪デンバー・クエリョとの対戦を回避させる為、クエリョに対戦待機料として25,000ドルを支払っている。
2013年6月28日、ドバイのドバイワールドトレードセンターでWBC世界ミニマム級1位でWBC世界ミニマム級シルバー王者のデンバー・クエリョと対戦し、初回にダウンを奪われるがその後クエリョが右肩を負傷したことで持ち直し、12回2-0（113-113、115-112、113-110）の判定勝ちを収めWBC王座の初防衛に成功した。その後、現地のプロモーターがクエリョのファイトマネー2万4千ドルを含む、熊のファイトマネー、航空運賃、会場費、ジャッジへのギャラなどを未払いであることが発覚した。
2013年11月30日、馬関県にて当初はWBC世界ミニマム級7位のオマリ・キンウェリと対戦する予定だったが、試合直前に入国審査が通らなかったため代理挑戦者のルーラック・キャットマンミーと対戦し、5回1分59秒TKO勝ちを収めWBC王座の2度目の防衛に成功した。
2014年2月5日、海口市の海口体育館でWBC世界ミニマム級2位のオズワルト・ノボアと対戦したが、試合は開始からノボアのペースになり、2回には右ロングフックを受け終了間際はレフェリーストップ寸前まで追い詰められた。3回には連打からダウンを奪われると4回に連打を浴びた所でレフェリーストップ。プロ初のKO負けとなる5回2分36秒KO負けを喫しWBC王座の3度目の防衛に失敗、王座から陥落した。
2014年10月10日、WBAは熊をWBA世界ミニマム級11位にランクインした。
2014年10月25日、モナコモンテカルロのサル・デ・ゼトワールでWBA・IBO世界ミニマム級王者ヘッキー・ブドラーと対戦し、2回にダウンを奪ってブドラーをカウントアウト寸前に追い詰めたが、3回に左フックでダウンを奪い返されその後は一進一退の攻防が続き12回0-3（112-114、112-114、108-118）の判定負けを喫しWBCに続く王座獲得とはならなかった。

### OPBF東洋太平洋ミニマム級王者
2015年2月22日、文山市で日本ミニマム級5位の山本浩也（全日本パブリック）とWBCインターナショナルミニマム級王座決定戦で対戦し、10回3-0（97-93、98-92、98-94）の判定勝ちを収め王座獲得に成功した。 
2015年9月18日、寧波市の雅戈尓体育館でOPBF東洋太平洋ミニマム級王座を決定戦でクリソン・オマヤオと対戦し、10回3-0（99-91、98-92、97-93）の判定勝ちを収めWBCインターナショナル王座は初防衛、OPBF王座獲得に成功した。
2016年5月25日、北京の北京国家体育場内ダイヤモンド・スタジアムでIBF年次総会の目玉としてアムナット・ルエンロンVSジョンリル・カシメロの前座でIBF世界ミニマム級5位のホセ・アントニオ・ヒメネスとIBF世界ミニマム級王者ホセ・アルグメドへの指名挑戦者決定戦を行ったが12回1-2(2者が113-114、116-111)の判定負けを喫しアルグメドへの指名挑戦権獲得に失敗した。

### WBAインターナショナルミニマム級王者
2017年10月3日、大同市の山西大同大学でWBO世界ミニマム級1位のペッマニー・ゴーキャットジムとWBAインターナショナルミニマム級王座決定戦を行い、12回2-0(115-113、116-112、114–114)の判定勝ちを収め王座を獲得した。

### WBA王座挑戦・引退
2018年7月27日、青島市の青島国信体育館でWBA世界ミニマム級王者ノックアウト・CPフレッシュマートと対戦し、12回0-3（110-118、110-118、112-116）の判定負けを喫しWBCに続く王座獲得とはならなかった。熊は試合後に引退を表明した。

## 獲得タイトル
- ABCOコンチネンタルフライ級王座
- ABCOコンチネンタルライトフライ級王座
- IBFパンパシフィックライトフライ級王座
- ABCOライトフライ級暫定王座
- WBCチャイナゾーンライトフライ級王座
- WBC世界ライトフライ級シルバー王座
- WBC世界ミニマム級王座（防衛2）
- OPBF東洋太平洋ミニマム級王座（防衛0）
- WBAインターナショナルミニマム級王座

## 受賞歴
- ABCO表彰式 - 2012年度年間最優秀選手賞[22][23]